# Bembidion forestriatum
Bembidion forestriatum är en skalbaggsart som beskrevs av Victor Ivanovitsch Motschulsky. Bembidion forestriatum ingår i släktet Bembidion och familjen jordlöpare. Inga underarter finns listade i Catalogue of Life.